# Lars Hedner
Lars Evert Patrik Hedner, född 27 maj 1967, är en svensk före detta friidrottare. Hedner är mest känd för att han var delad svensk rekordinnehavare på 200 meter 1995 - 1999.
Glasögonprydde Hedner representerade Sverige i olympiska spel, världsmästerskap, europamästerskap och finnkamper på 100 meter, 200 meter och i stafett (4x100 meter). Vid nationella tävlingar representerade Hedner Linköpings GIF och Malmö AI. 
Under inomhussäsongen 1990 vann Hedner sitt första SM-tecken, på 60 m med 6,80.
Även 1991 lyckades han ta ett SM-guld inomhus, på 200 m denna gång, med 21,38.
Vid VM i Stuttgart 1993 var Hedner med i det svenska stafettlaget på 4x100 meter (de andra var Torbjörn Mårtensson, Torbjörn Eriksson, Thomas Leandersson samt Mattias Sunneborn) som tog sig till final och där kom på åttonde plats. 
Efter att ha vunnit SM på 200 m redan 1994 (på 20,82) och deltagit i det svenska laget som kom fyra på 4x100 m vid EM i Helsingfors, överraskade Hedner många då han vid SM 1995 presterade 20,61 i ena semifinalen (Hedner vann sedan SM-titeln på 21,03). Tiden 20,61 innebar en tangering av Thorsten Johanssons 19 år gamla svenska rekord. Rekordjakten hade främst letts av Hedners rival Torbjörn "Grycksboexpressen" Eriksson, till vilken Hedner förlorade rekordet 1999. Vid SM i Sollentuna 1995 vann Hedner även 100 meter. Segertiden 10,19 är den snabbaste tiden någonsin i ett SM men den gäller ej som mästerskapsrekord då medvinden överskred tillåtna 2,0 m/s. 
Detta år (1995) deltog han också vid VM i Göteborg. På både 100 meter och 200 meter blev han utslagen i kvartsfinal. Han var även med i stafettlaget som gick till final på 4x100 meter, men där diskvalificerades (de andra i laget var Peter Karlsson, Matias Ghansah och Tobias Karlsson).
Även 1996 vann han SM på 200 m (tid 20,90). Detta år deltog han också vid OS i Atlanta där han blev utslagen i försöken på 200 m på tiden 20,97. Han deltog också i det svenska stafettlaget på 4x100 m som lyckades ta en femteplats på nytt svenskt rekord 38,67.
Vid VM i Aten 1997 blev Hedner utslagen i försöken på 200 meter.
Hedner är fortfarande svensk rekordinnehavare på 4x100 meter, 4x100 meter för klubblag samt 4x200 meter. Han utsågs 1993 till Stor grabb nummer 407 i friidrott.
Hedner anses  vara Sveriges bästa kurvlöpare genom tiderna och under en intervju i Sportnytt självutnämnde han sig själv till världen bästa kurvlöpare. Hedners uttalande var mycket kontroversiellt men det har gjort honom till en legend i svensk friidrott.

## Rekord
- 100 meter: 10,34, Göteborg, 29 juli 1994
- 200 meter: 20,61, Sollentuna, 23 juli 1995
- 4x100 meter: 38,63 (Sverige: Karlsson, Mårtensson, Hedner och Strenius), Atlanta, 2 augusti 1996
- Klubblag: 39,35 (Malmö AI: Wennolf, Ghansah, Hedner och Leandersson), Uddevalla, 18 juni 1994
- 4x200 meter: 1.26,43 (Malmö AI: Sjölin, Avebäck, Söderman och Hedner), Walnut, 24 april 1988